# Mimudea hyalopunctalis
Mimudea hyalopunctalis là một loài bướm đêm trong họ Crambidae.